# ولسوالی چهاربرجک

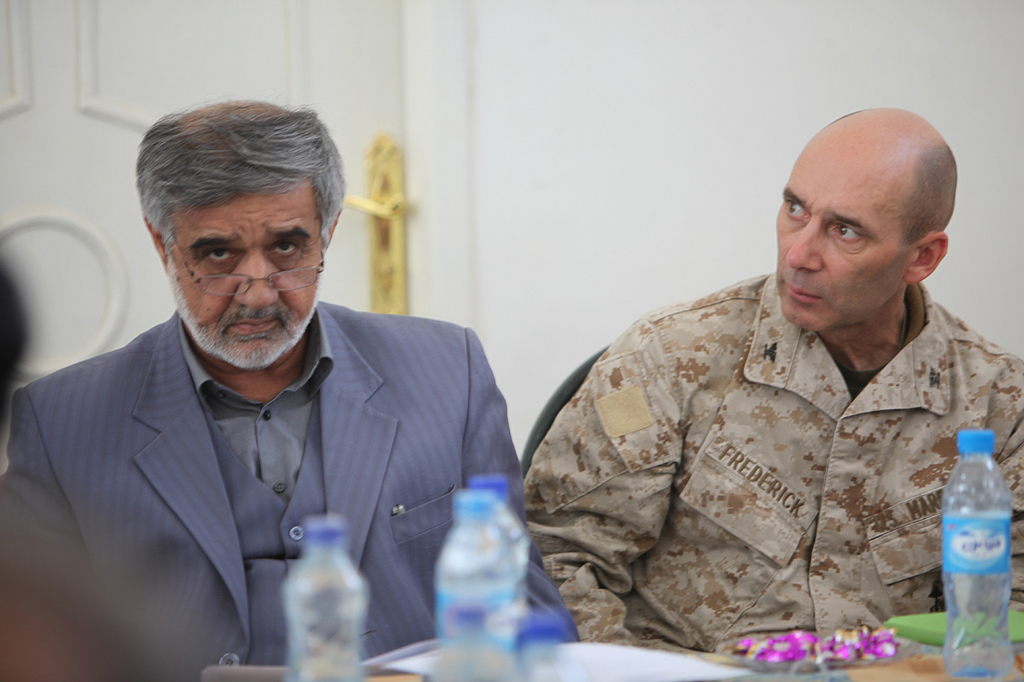
از چپ ژنرال عبدالکریم براهویی، از مشاهیر این ولسوالی

چهاربُرجک یا چاربرجک یکی از ولسوالی‌های ولایت نیمروز در جنوب باختری افغانستان است. جمعیت آن در سال ۲۰۲۰ میلادی، ۲۹٬۸۹۳ نفر اعلام شده‌است.
چهاربُرجک پهناورترین ولسوالی افغانستان می‌باشد. بلوچ‌ها بیشتر جمعیت این ولسوالی را تشکیل می‌دهند؛ ولسوال آن محمدنبی براهویی (فرزند ارشد حاجی کریم براهویی) است.
این ولسوالی از شمال با ولسوالی‌های زرنج و چخانسور، از غرب با ولایت هلمند، از جنوب با کشور پاکستان و از غرب با کشور ایران سرحد است که مرز آن با ایران به طول ۱۴۲ کیلومتر می‌باشد.
از صنایع دستی تولیدی در این شهر به فرش بلوچی و سوزن دوزی بلوچی که توسط بلوچ های افغانستان عرضه می شود می توان نام برد.

## بند کمال‌خان
بند کمال‌‌ خان یکی از مهم‌ترین بندهای افغانستان در این ولسوالی قرار دارد که از دیرباز تاکنون پروسهٔ ساخت‌وساز آن از زمان محمد داوودخان آغاز و در دورهٔ جنگ‌های داخلی افغانستان متوقف و با قدرت گرفتن ژنرال عبدالکریم براهویی در ولایت نیمروز در زمان ریاست جمهوری حامد کرزی دوباره آغاز گردیده ولی به دلیل دخالت دولت ایران و کم کاری و مصلحت‌اندیشی دولت کرزی روند کار آن کند گردید. بالاخره در سال ۱۳۹۲ کار آن در دوره ریاست جمهوری محمد اشرف غنی سرعت گرفت و در سال ۱۴۰۰ خورشیدی کار آن به پایان رسید و توسط رئیس‌جمهور وقت دکتر محمداشرف غنی افتتاح گردید.